# Törzs (genetika)
A biológiában (genetikában) a törzs (strain) egy alacsony szintű rendszertani egységet értünk, amibe sokszor azonos őstől származó egyedek tartoznak bele. Leggyakrabban baktériumtörzsek, vírustörzsek kontextusában fordul elő.

## Mikrobiológia, virológia

A baktériumok önálló élőlények, sejtes szerveződésű prokarióták. A baktérium sejtjének felépítése
1.kapszula vagy tok;
2.külső membrán;
3.sejtfal;
4.belső membrán;
5.citoplazma;
6.riboszóma;
7.tartalék tápanyagok;
8.kromoszóma;
9.mezoszóma

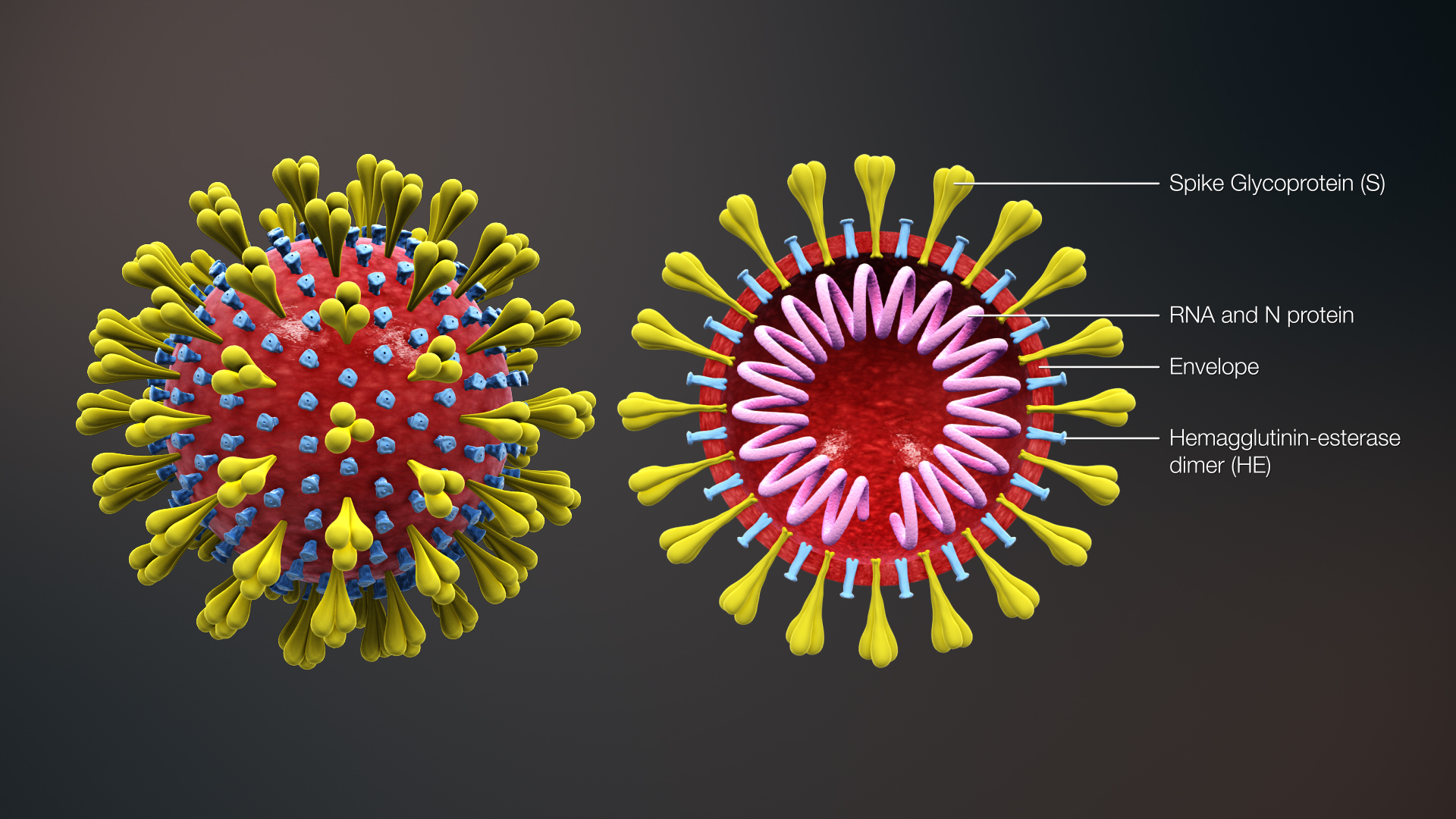
Vírus 3D modellje, a vÍrus nem sejtes szerveződésű és csak más élőlények sejtjeiben, parazitaként képes szaporodni. egy fehérjeburok által körbevett örökítő anyagból: DNS vagy RNS molekulából állnak

A törzs egy mikroorganizmus (vírus, baktérium, gomba) genetikai variánsa vagy altípusa. Pl. egy influenzatörzs az influenza vírusának egy bizonyos biológiai formája.

## Növények
A növényeknél formálisan (az ICBN által) el nem ismert rendszertani szint; valamilyen morfológiai vagy fiziológiai jellemzőjükben megegyező, közös őstől származó növények összességére utal A törzs általában egy hagyományosan, nemesítéssel, vagy biotechnológiai úton, esetleg spontánul, mutáció útján módosult növény leszármazottainak csoportja.
Például, ha gének beszúrásával új rizstörzseket hoznak létre, a genetikailag módosított rizsnövény minden leszármazottja egy új, egyedi örökítő anyaggal rendelkező rizstörzsbe tartozik. A törzsek jelölése számmal vagy formális névvel is történhet. A törzs növényeit aztán keresztezni lehet más törzsekkel vagy fajtákkal, és ha a tulajdonságaik kedvezőek, tovább keresztezni, hogy stabilizálják azokat. A stabilizált növények aztán saját fajtanevet kaphatnak.

## Rágcsálók
Főleg laboratóriumi kísérletekben használnak ismert tulajdonságú egér- vagy patkánytörzseket.

## Fordítás
- Ez a szócikk részben vagy egészben a Strain (biology) című angol Wikipédia-szócikk ezen változatának fordításán alapul.  Az eredeti cikk szerkesztőit annak laptörténete sorolja fel. Ez a jelzés csupán a megfogalmazás eredetét és a szerzői jogokat jelzi, nem szolgál a cikkben szereplő információk forrásmegjelöléseként.